# Klaus (Gemeinde Wildalpen)
Klaus ist ein Ort im Lassingtal in der Steiermark, und gehört zur Gemeinde Wildalpen im Bezirk Liezen.

## Geographie
Der Ort liegt auf etwa 700 m ü. A. am hinteren Lassingbach, einem Nebenfluss der Salza, am Südhang des Höhenzugs, der Hochkar und Dürrenstein verbindet und den westlichen Hauptkamm der Lassingalpen bildet. Gipfel sind Hochkirch (1468 m ü. A.) im Nordosten und Ringkogel (1668 m ü. A.) im Nordwesten.
Der Ort umfasst ein knappes Dutzend Häuser, mit drei Wohnadressen. Er liegt extrem einschichtig, erreichbar vom etwa 7 km entfernten Hopfgarten beim Gemeindehauptort nur über den Pass der Hühnermauer (ca. 770 m) und Schneckengraben (672 m), und vom 8 km entfernten Fachwerk an der Lassingmündung über Imbach – Schneckengraben, dann folgt eine weitere Passhöhe (746 m), bevor man zum Ort kommt. Die Lassing entlang ist der Ort unzugänglich, da deren Mittelabschnitt unpassierbar ist.
Die Straße führt ab Klaus lassingaufwärts Richtung niederösterreichische Landesgrenze, wo sie endet.
Nachbarorte
|  |                                             |               |
|  | Kompassrose, die auf Nachbargemeinden zeigt | Drei Keuschen |
|  | Schneckengraben                             |               |

## Geschichte
Klaus ist eine jüngere Waldarbeitersiedlung. 1627 wird im hinteren Lassingtal eine Klause genannt, die Forstwirtschaft im Lassingtal intensiviert sich im 17. Jahrhundert, als die Innerberger Hauptgewerkschaft bei Fachwerk den Lassingrechen als Holzfanganlage für Holzflößerei für das Lassingtal errichtet, um dort Holzkohle für den Erzberg zu produzieren. Nach Aufkommen der Steinkohle im 19. Jahrhundert nutzte man die Gegend nurmehr für Nutzholz. 1873 wurde die Rothwaldklause als Gitterstrebwerksklause lassingaufwärts errichtet, 1889 übergab die Alpine-Montangesellschaft (Nachfolgerin der Innerberger Gewerkschaft) das Forstamt Wildalpen dem Steiermärkischen Religionsfonds. Die Holztrift ist im frühen 20. Jahrhundert abgekommen.

## Tourismus
Heute liegt der Ort im Naturschutzgebiet Wildalpener Salzatal und im Naturpark Steirische Eisenwurzen. Die Routen in das hintere Lassingtal sind als Radtour reizvoll. Vom Ort erreicht man den Tremel (Tremml, 1201 m ü. A.), ein Sattel, von dem nach Norden ein Abstieg über Windischbachtal und Steinbachtal nach Göstling an der Ybbs möglich ist, oder der Alpinweg als Höhenweg nach Westen bis zum Hochkar oder nach Osten bis zum Dürrenstein, und weiter nach Lunz am See oder zum Ötscher führt.